# Carroll Shelby International

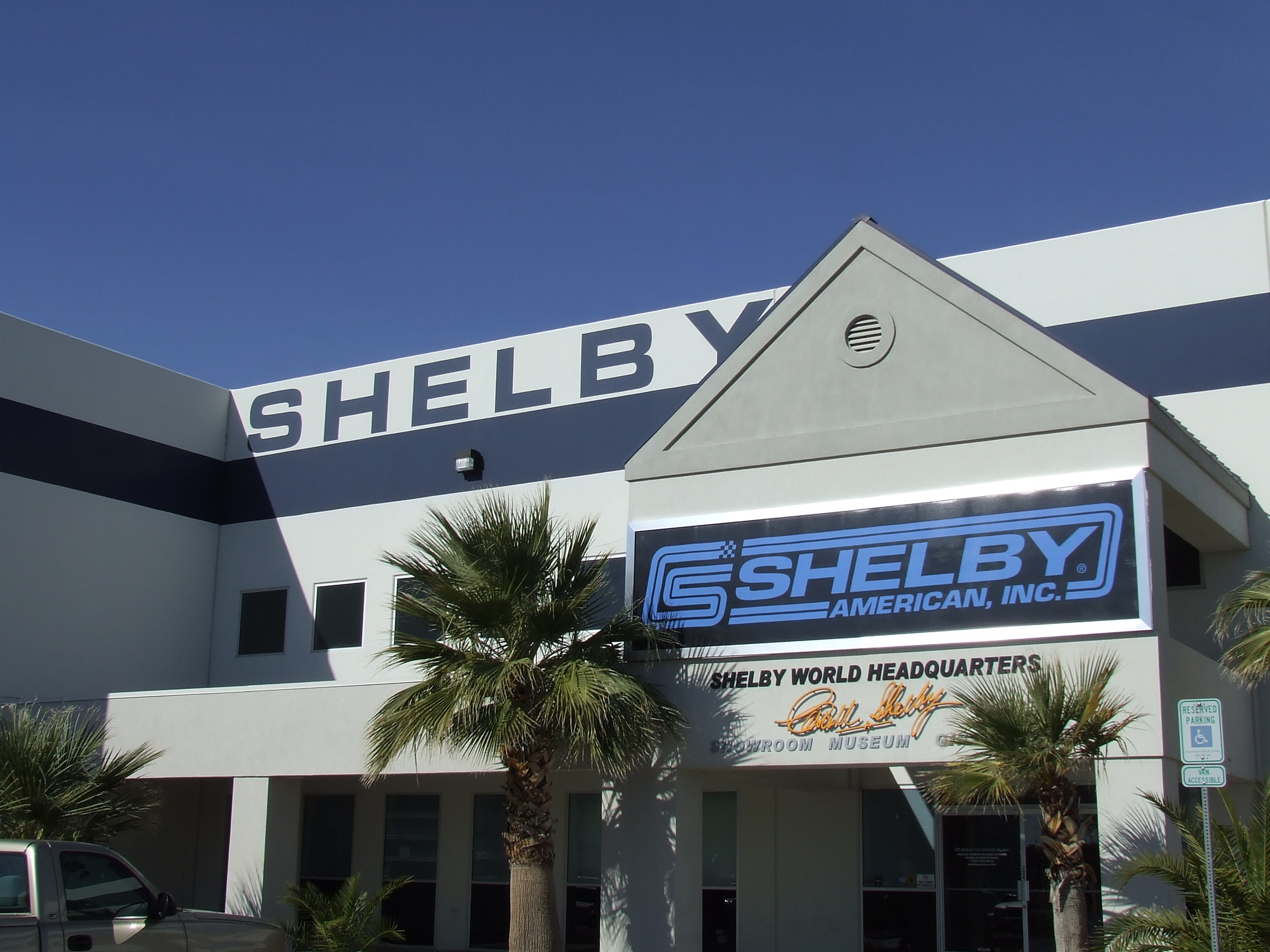
Hauptverwaltung von Carroll Shelby International in Las Vegas (Nevada)

Die Carroll Shelby International ist ein US-amerikanischer Automobilhersteller, der 2003 aus dem Supersportwagenhersteller Shelby American entstand, als ihr Gründer und Eigentümer, Carroll Shelby das Unternehmen an die Börse brachte und zusätzlich die Dependance Shelby Automobiles zur Herstellung von Autoteilen gründete. 2009 wurde Shelby Automobiles offiziell wieder in Shelby American umbenannt, damit man den 45. Geburtstag des AC Cobra und des Shelby GT350 unter dem ursprünglichen Unternehmensnamen feiern konnte. Carroll Shelby Licensing, Inc. ist die zweite 100%ige Tochter, die zu Carroll Shelby International gehört und am Las Vegas Motor Speedway im Clark County (Nevada) angesiedelt ist.
Das Unternehmen stellt zurzeit Konfektionsautomobile, wie den Cobra-Small-Block, den Cobra-Big-Block und den Shelby Series I her. Der Shelby Series II wurde im Oktober 2018 auf dem Pariser Autosalon vorgestellt und ab Sommer 2019 in Serie gebaut.
Das Unternehmen arbeitete vorher mit Unique Performance in Texas zusammen, um Mustang-basierte Shelby-Wagen, wie den GT 350 SR und den GT 500 E herauszubringen. Am 1. November 2007 wurde bei Unique Performance eine Polizeirazzia wegen Überschneidungen bei den Fahrgestellnummern durchgeführt. In der Folge musste das Unternehmen Konkurs anmelden, wodurch die weitere Herstellung des Shelby eingestellt wurde.

## Geschichte

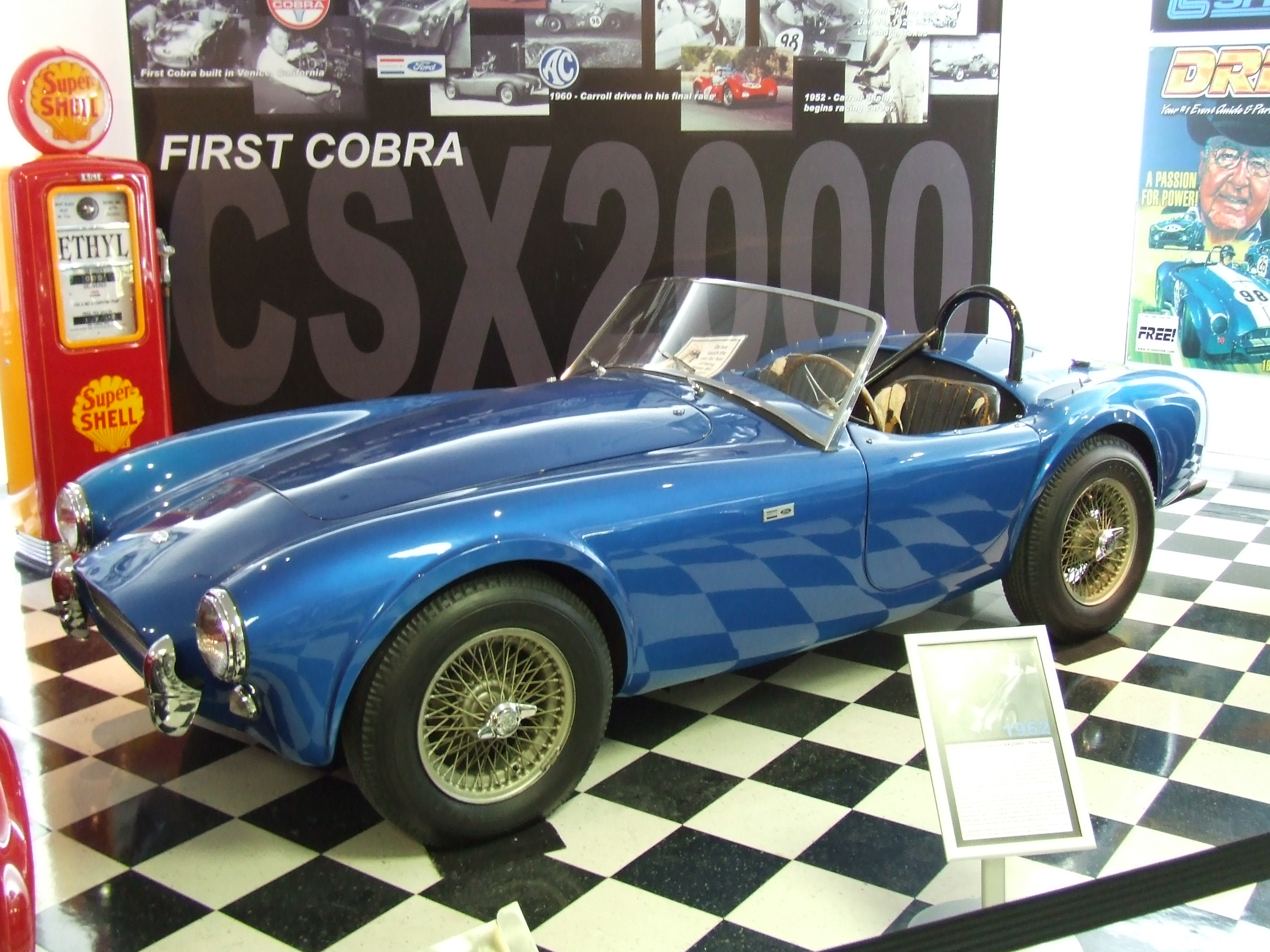
Der erste Shelby Cobra, CSX 2000, im Shelby-Museum

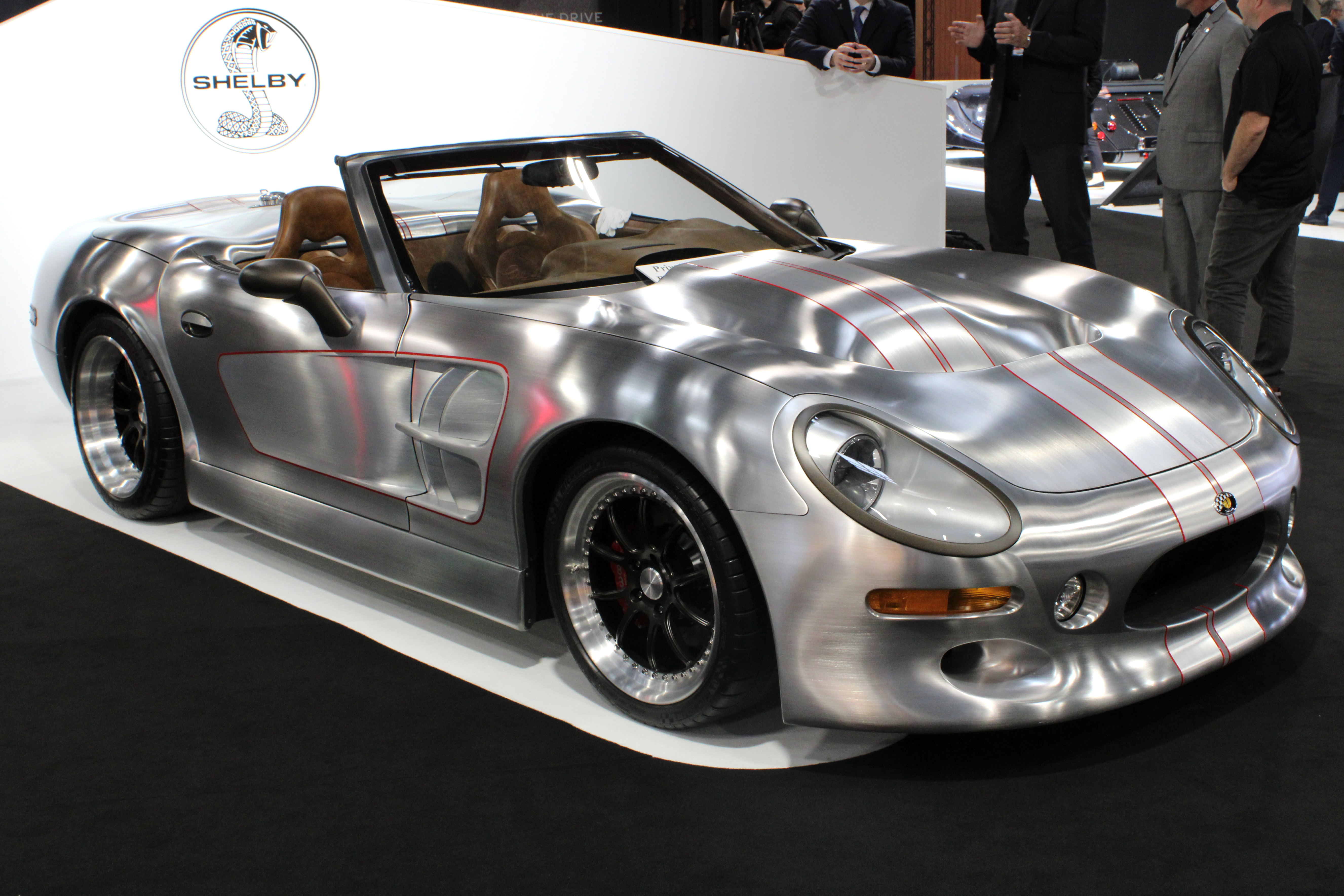
Shelby Series II auf dem Pariser Autosalon 2018

Das Unternehmen wurde 1962 von Carroll Shelby gegründet und baute Tuningteile und getunte Autos für Privatkunden. Einige der von Shelby American hergestellten Autos waren Shelby GT 350 auf Basis des Ford Mustang und der Shelby GT 500. Auch entwarf Shelby American den legendären Shelby Cobra, einen AC Ace mit Ford-V8-Motor.
Das Unternehmen war auch stark im Rennsport engagiert; Shelby-Wagen gewannen viele Rennen auf der Dragsterrennstrecke und beim 24-Stunden-Rennen von Le Mans sowie das erste Mal für ein US-Auto 1966 die Sportwagen-Weltmeisterschaft. 1966, im gleichen Jahr in dem Shelby American Ford beim Gewinn der Sportwagenweltmeisterschaft unterstützte, half ihnen Shelby American auch beim Gewinn des 24-Stunden-Rennens von Le Mans.
1995 zog das Unternehmen nach Nevada um und wurde dort der erste Automobilhersteller des Staates. Die Modellpalette bestand aus:
- 427 cu.in. S/C Cobras
- CSX1000-Serie Rahmen aus dem Vereinigten Königreich und Aluminium-Karosserien (aus moderner Produktion)
- CSX-4000-Serie Verschiedene Hersteller, mit GFK- und Aluminium-Karosserien
- CSX-6000-Serie Fortsetzung der Serie CSX-4000
- CSX-7000-Serie FIA-Cobra-Roadster mit 289 cu.in.
- CSX-8000-Serie Straßenrennwagen mit 289 cu.in.
- CSX-9000-Serie Cobra "Daytona" Coupé, vorgestellt 2009.

2003 wurde der Unternehmensname in Carroll Shelby International, Inc. geändert und das Unternehmen wurde an die Börse gebracht. Shelby Automobile wurde als Dependance der neuen Gesellschaft gegründet.
Am 15. Dezember 2009 kündigte das Unternehmen an, dass Shelby Automobiles zur 45-Jahr-Feier des Cobra 427 und des Shelby GT 350 wieder in Shelby American umbenannt werden solle.

## Shelby-Museum
Das Shelby-Museum liegt ebenfalls auf dem Unternehmensgelände. Es kann Mo–Fr um 10.30 Uhr zusammen mit den Fertigungsstätten kostenlos besichtigt werden.
Die Ausstellungsstücke wechseln und umfassen einige der berühmtesten Autos, die je hergestellt wurden, vom ersten Cobra CSX-2000 bis zu Prototypen der Serie 1 und einigen der jüngsten Kreationen.

## Cobras
|                                                                                | GESAMTPRODUKTION DER COBRA 1962–1965 |
| ------------------------------------------------------------------------------ | ------------------------------------ |
| Cobra 260 cu.in. Straßenrennfahrzeuge                                          | 62                                   |
| Werksrennwagen (anfangs 260 cu.in., dann vergrößert auf 289 cu.in.)            | 4                                    |
| Werkswettbewerbsfahrzeuge (anfangs 260 cu.in., dann vergrößert auf 289 cu.in.) | 1                                    |
| Unabhängige Wettbewerbsfahrzeuge                                               | 7                                    |
| ”Dragonsnake” (anfangs 260 cu.in., dann vergrößert auf 289 cu.in.)             | 1                                    |
| Gesamtzahl Cobra 260 cu.in.                                                    | 75                                   |

| Cobra 289 cu.in.                 | GESAMTPRODUKTION DER COBRA 1962–1965 |
| -------------------------------- | ------------------------------------ |
| Straßenrennfahrzeuge             | 455                                  |
| Standard-Wettbewerbsfahrzeuge    | 2                                    |
| Sebring-Cobra                    | 3                                    |
| Le-Mans-Cobra                    | 3                                    |
| Prototyp 427 cu.in.              | 1                                    |
| Prototyp 427 cu.in. "Flip-Top"   | 1                                    |
| FIA-Roadster                     | 5                                    |
| Daytona-Coupés                   | 6                                    |
| USRRC-Roadster                   | 6                                    |
| Gesamtzahl Werksrennwagen        | 29                                   |
| Werkswettbewerbsfahrzeuge        |                                      |
| Standard-Wettbewerbsfahrzeuge    | 2                                    |
| Le-Mans-Prototyp                 | 1                                    |
| Le-Mans-Replica                  | 3                                    |
| USRRC-Roadsters                  | 5                                    |
| Unabhängige Wettbewerbsfahrzeuge | 21                                   |
| ”Dragonsnake”-Cobra              | 2                                    |
| COB/COX* Straßenrennfahrzeuge    | 60                                   |
| COB/COX* Rennfahrzeuge           | 1                                    |
| Gesamtzahl Cobra 289 cu.in.      | 580                                  |

Gesamtzahl Small-Block-Cobra 655
- (COB – Cobras für Großbritannien)

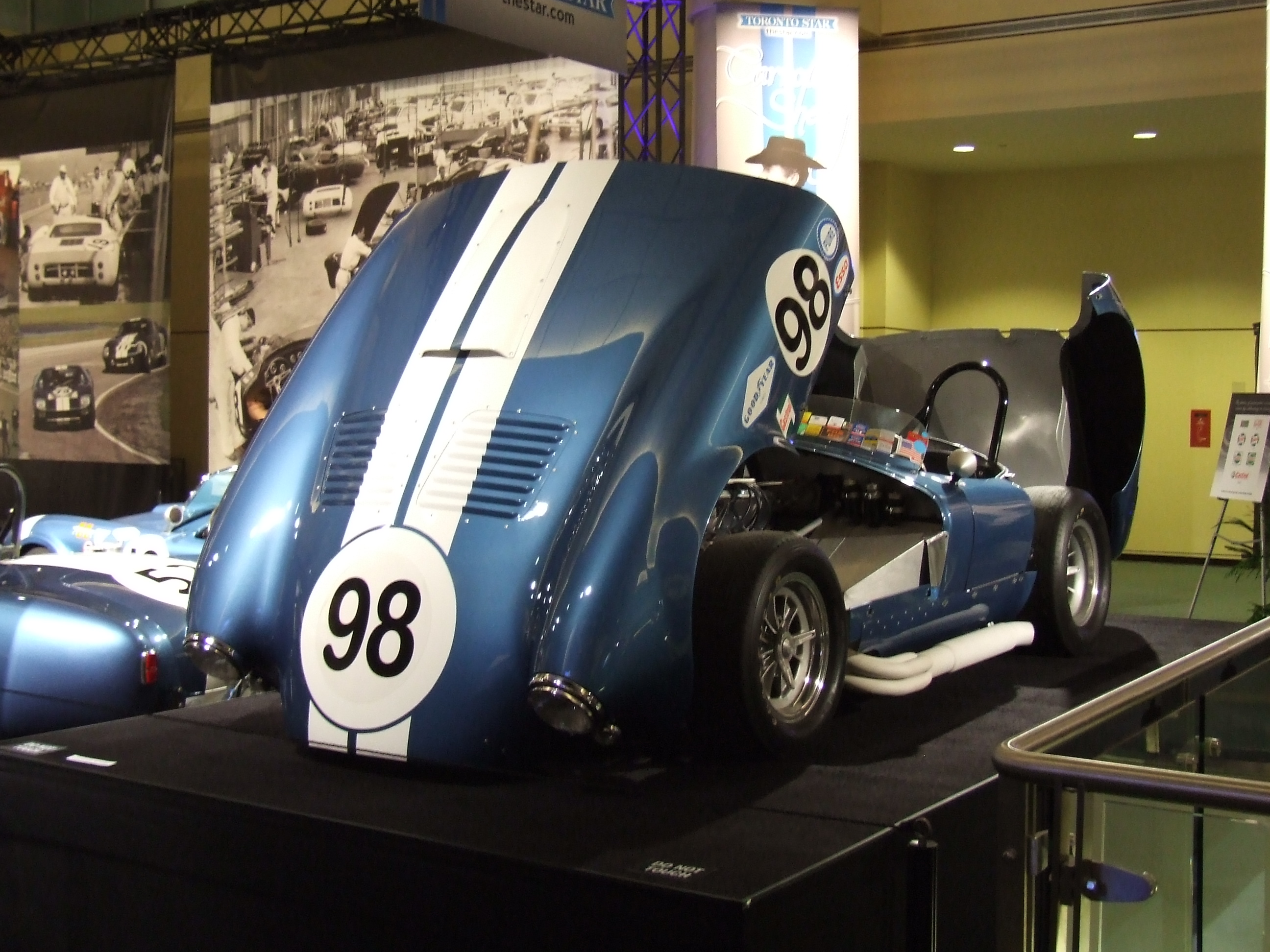
"Flip-Top"-Prototyp

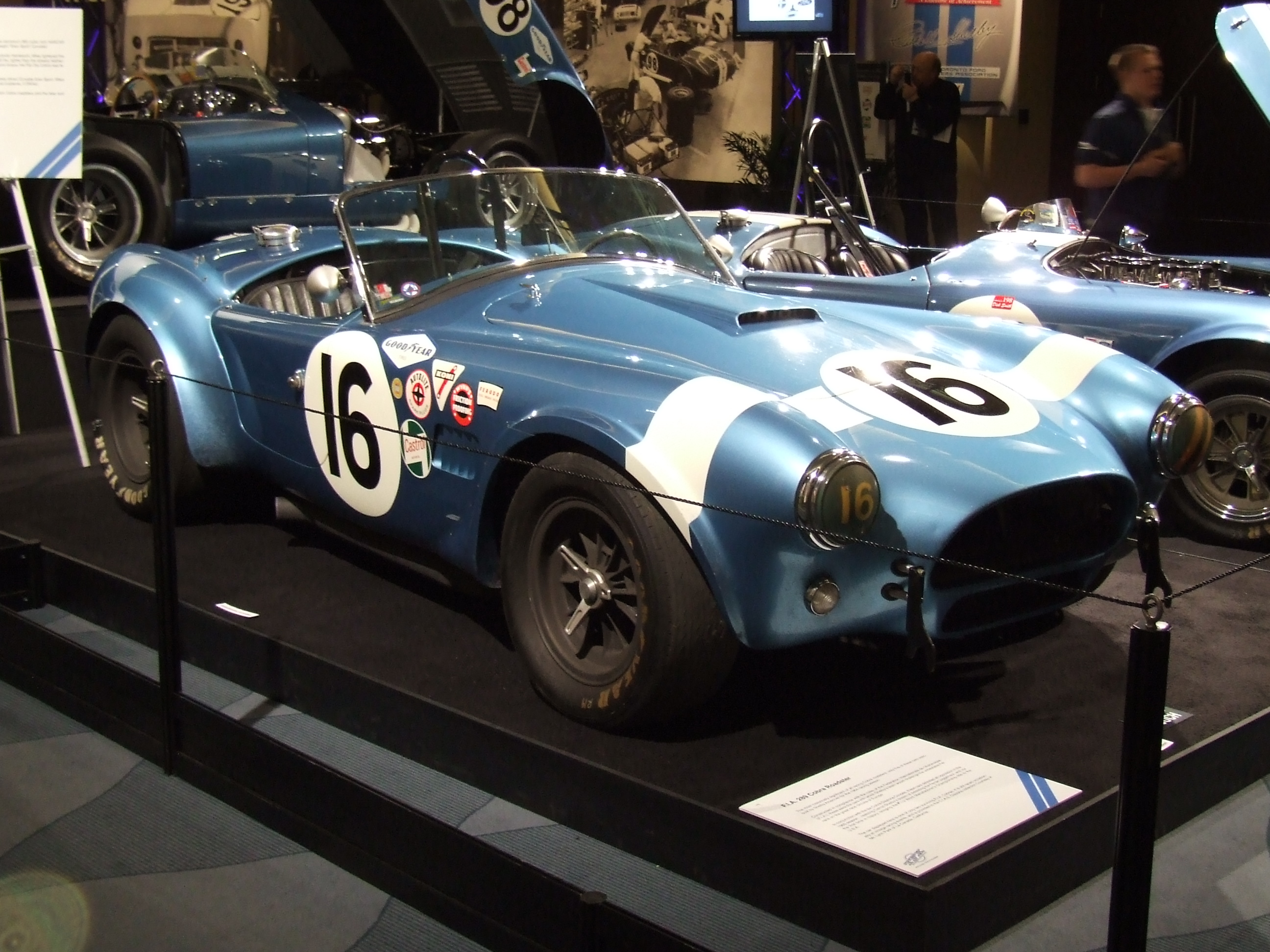
FIA Roadster 289 cu.in.

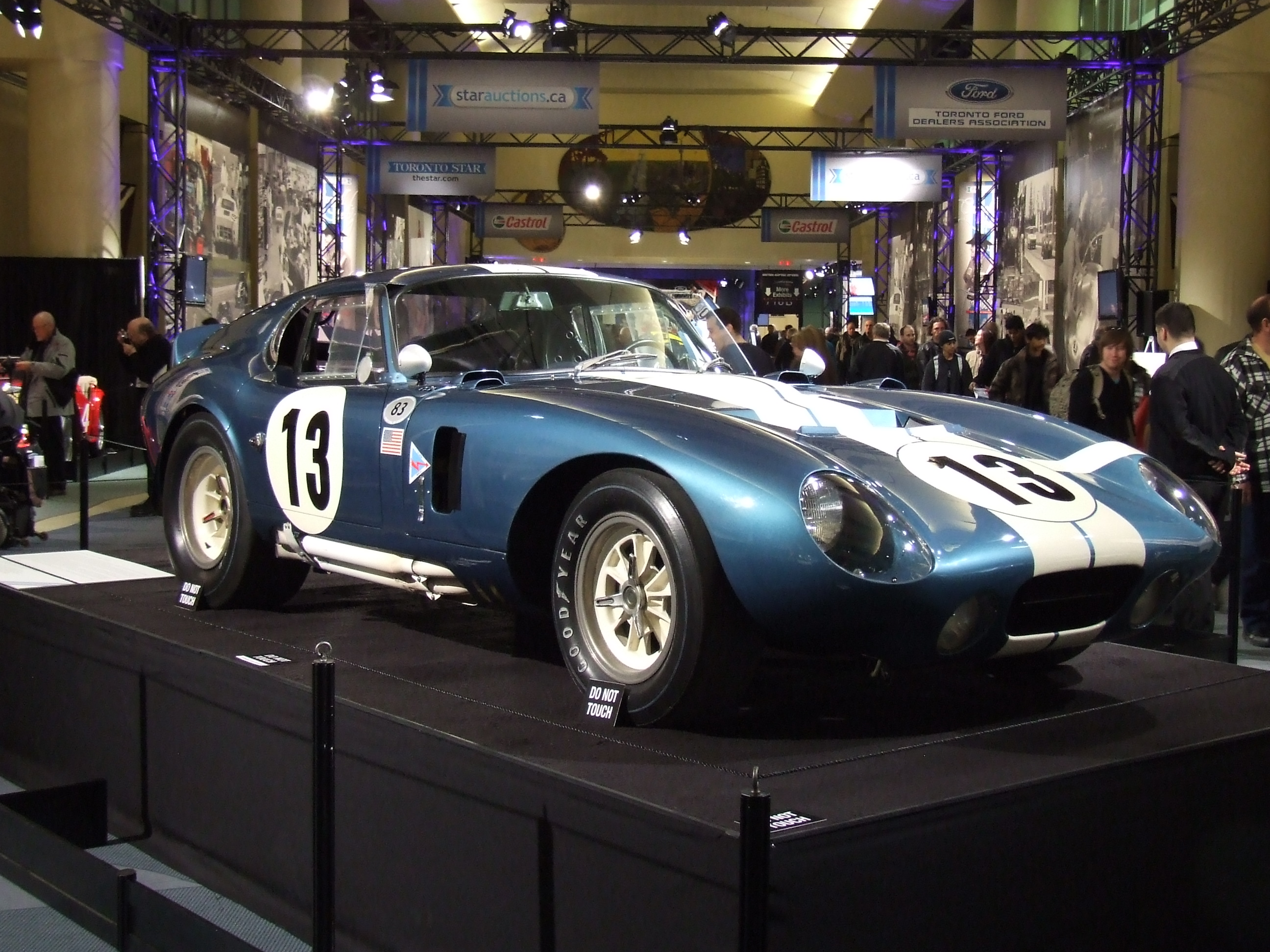
1964 Daytona Coupe (CSX 2299)

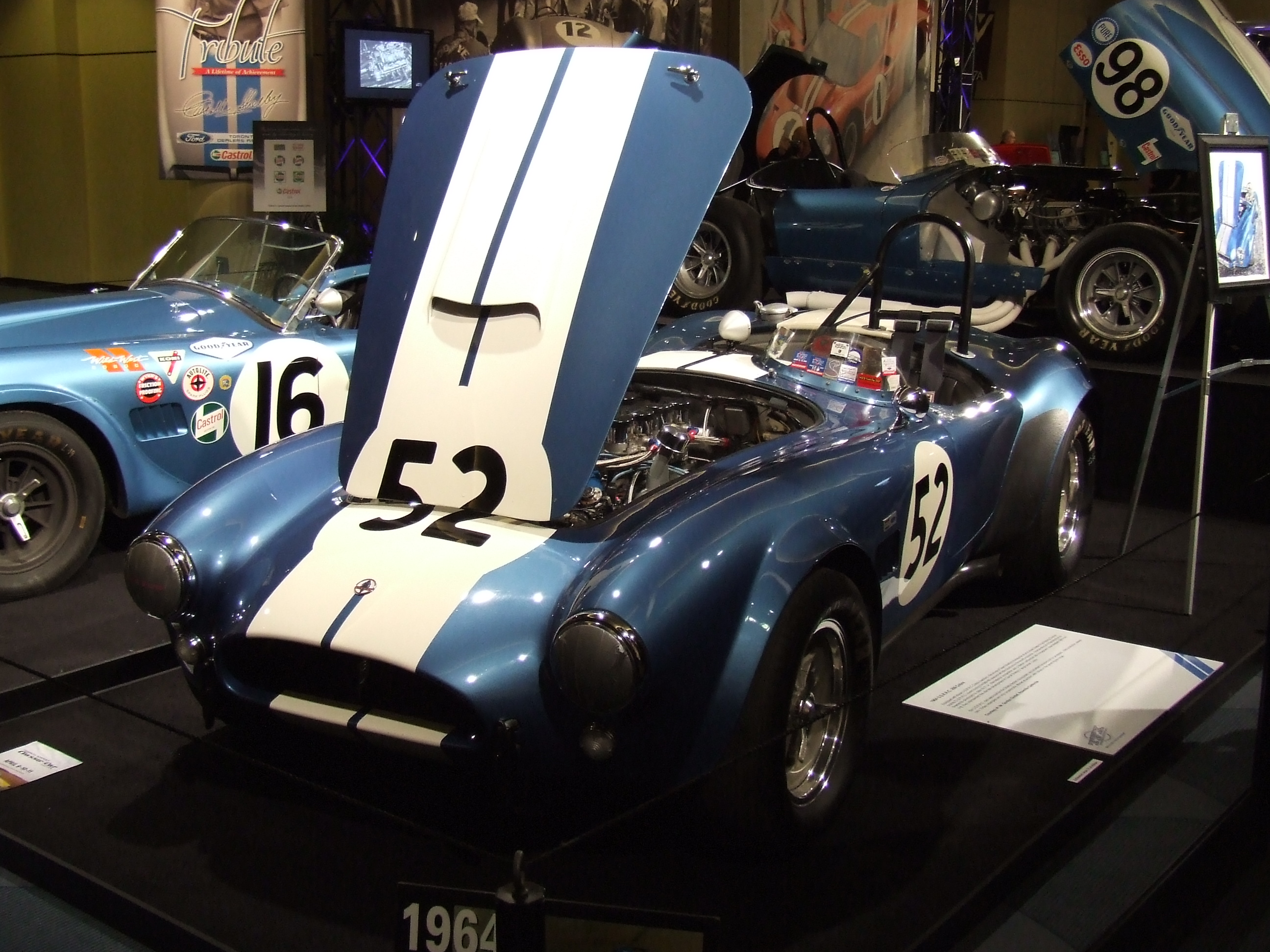
USRRC Roadster 289 cu.in.

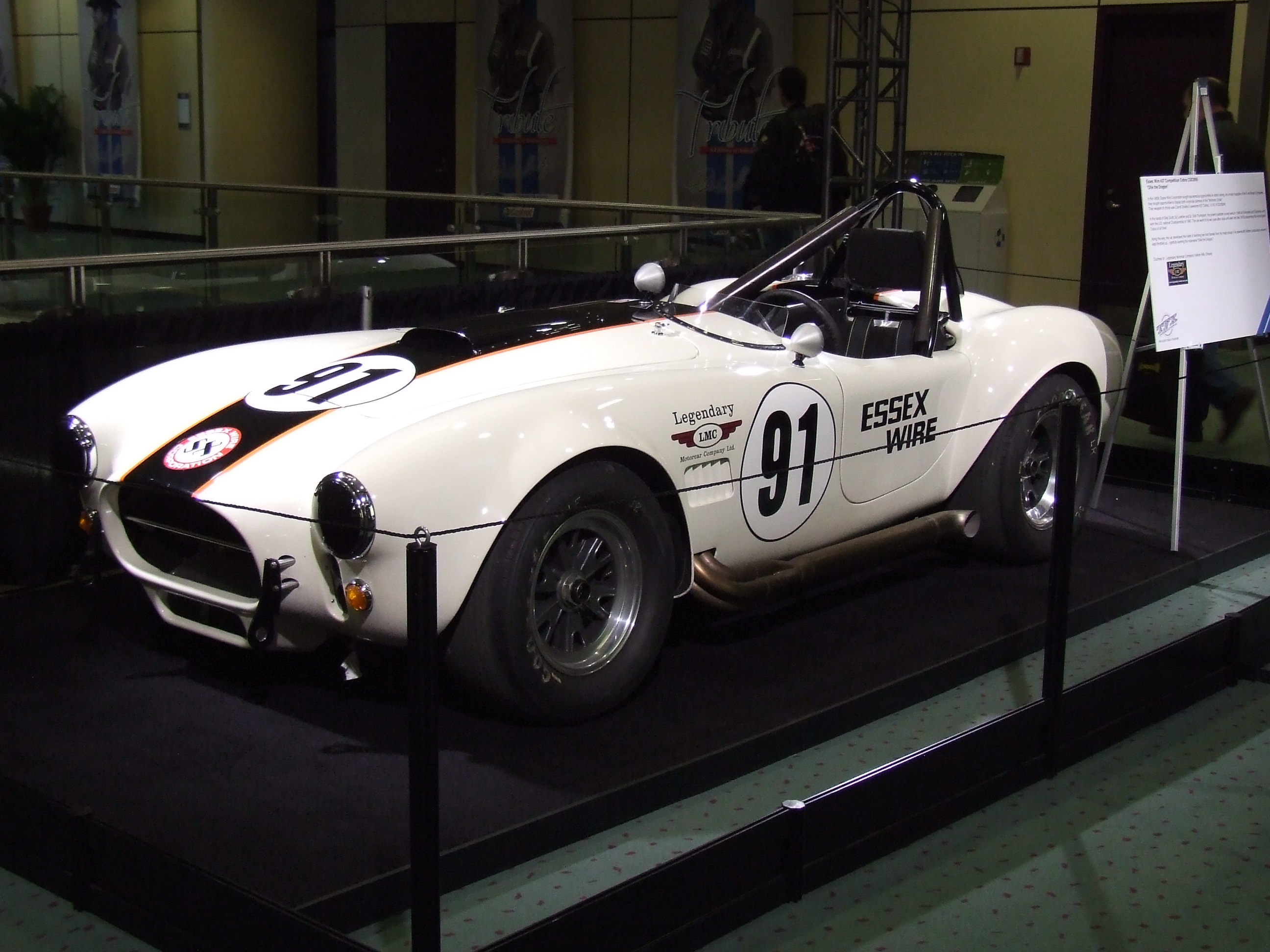
Wettbewerbs-Roadster 427 cu.in., "Ollie the Dragon" (CSX 3009)

- (COX – Cobras für Export in andere Länder (außer Großbritannien))

| Big-Block-Cobra mit Schraubenfedern       | COBRA PRODUCTION TOTALS 1962-65 |
| ----------------------------------------- | ------------------------------- |
| Straßenrennfahrzeuge                      | 260                             |
| Prototyp-Wettbewerbs-Roadster             | 2                               |
| Serien-Wettbewerbs-Roadsters              | 19                              |
| Semi-Competition-Roadster                 | 1                               |
| Daytona Super Coupé                       | 1                               |
| Fahrgestell                               | 3                               |
| COB/COX Cobras                            | 32                              |
| 1965–1967 Cobra 427 cu.in. und 428 cu.in. | 348                             |

Gesamtzahl Cobra 1.003

## Shelby Mustang 1965–1970
1965
- GT 350 515
- GT 350 R 36
- GT 350 Drag Cars 9
- GT 350 Street Prototype 1
- Competition Prototype GT 350 1

Gesamtzahl 1965 für Shelby Mustang: 562
1966
- GT 350   1.370
- GT 350H  1.000
- GT 350 Cabriolets 6
- GT 350 Drag Cars 4

Gesamtzahl 1966 für Shelby Mustang: 2.380
1967
- GT 350  1.175
- GT 500  2.048
- GT 500 Stufenheck Prototyp 1
- GT 500 Cabriolet Prototyp 1

Gesamtzahl 1967 für Shelby Mustang: 3.225
1968
- GT 350  1.253
- GT 350 Cabriolet 404
- GT 500 1.140
- GT 500 Cabriolet 402
- GT 500KR  933
- GT 500KR Cabriolet 318
- GT 500 Stufenheck-Prototyp 1

Gesamtzahl 1968 für Shelby Mustang: 4.451
1969 & 1970
- GT 350 935
- GT 350 Cabriolet 194
- GT 500  1.536
- GT 500 Cabriolet   335
- GT 350 Hertz Cars  15
- Prototyp-Testfahrzeuge 3
- Autos in die 1970er-Produktion übernommen ca. 789

Gesamtzahl 1969–1970 für Shelby Mustang: 3.294
Gesamtzahlen für Shelby-Automobile
Shelby Mustang  13.912
Cobras 1.003
Insgesamt   14.915

## Ergebnisse

### Siege in der Sportwagen-Weltmeisterschaft
| Jahr | Rennen                        | Fahrzeug         | Fahrer 1   | Fahrer 2      |
| ---- | ----------------------------- | ---------------- | ---------- | ------------- |
| 1965 | 2000-km-Rennen von Daytona    | Ford GT40        | Ken Miles  | Lloyd Ruby    |
| 1966 | 24-Stunden-Rennen von Daytona | Ford GT40 Mk.II  | Ken Miles  | Lloyd Ruby    |
| 1966 | 12-Stunden-Rennen von Sebring | Ford X1 Roadster | Ken Miles  | Lloyd Ruby    |
| 1966 | 24-Stunden-Rennen von Le Mans | Ford GT40 MK.II  | Chris Amon | Bruce McLaren |
| 1967 | 24-Stunden-Rennen von Le Mans | Ford GT40 MK.IV  | A. J. Foyt | Dan Gurney    |